# 海光寺

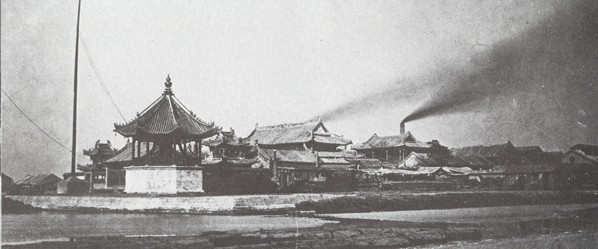
1890年代拍摄的海光寺和天津机器局全景

海光寺，是中国天津市现已不存在的一座佛教寺庙，始建于清康熙四十四年(1705年)，由天津镇总兵蓝理在距天津老城南门三里的官道东侧（今和平区南京路与南门外大街交汇处东北侧，南门外大街以东，多伦道以南，万全道以西，南京路以北的合围区域）修建而成的。这里亦是咸丰八年(1858年5月20日)中国与西方列强签订《天津条约》的签字地点。此后，海光寺于清光绪二十四年（1898年）划归天津日租界。光绪二十六年(1900年7月9日)，八国联军攻打天津，日军占领海光寺，海光寺庙宇全被毁坏，从此消失。
目前，海光寺这个名字已成为天津地名泛指和平区南京路与南门外大街交口的区域。海光寺路口也成为天津市东西和南北方向的交通要冲，常年交通拥堵。天津地铁一号线的海光寺站即位于此路口附近。

## 历史

### 创立之初

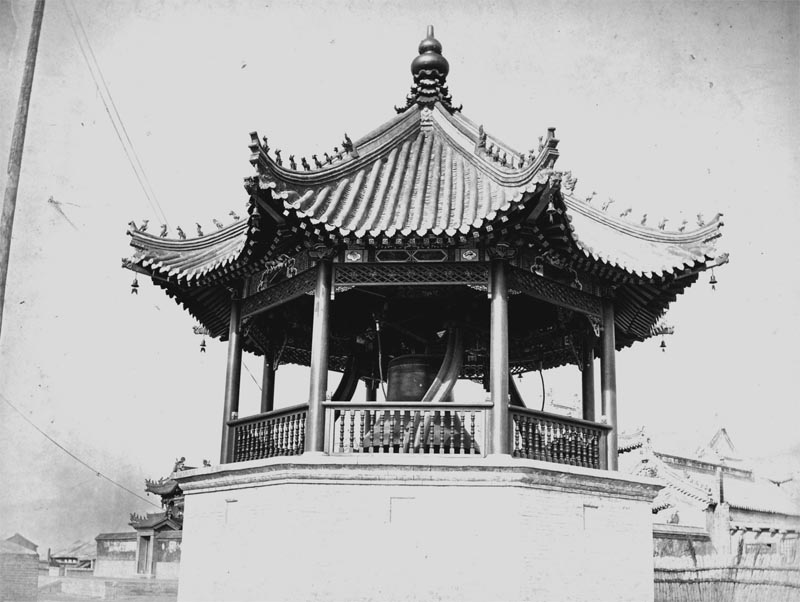
海光寺的钟亭

海光寺的前身为清康熙四十四年(1705年)建立的普陀寺，普陀寺是由天津镇总兵蓝理在距天津老城南门三里的官道东侧修建而成的，之后，蓝理延请诗僧成衡为方丈。康熙四十五年（1706年），蓝理升任福建提督，寺庙便停工待建。康熙五十五年（1716年），寺庙大殿建成并修建山门。康熙五十七年（1718年），寺庙修建墙垣和廊庑。1719年，康熙南巡途径天津驾临普陀寺，成衡和尚对康熙的提问对答如流。康熙兴会所至并遂赐名普陀寺为海光寺，并赐写了匾额“随处湘音”及其两副对联：“香塔鱼山下，禅堂雁水滨”和“水月应从空法相，天花散落映星龛”。此后，天津的官商捐金对海光寺进行了修缮和扩建。并在距海光寺半里的地方开凿了两道水渠，为海光寺的内河和外河。其中，内河深六尺，宽五丈至八丈，外河深五尺，宽二丈四尺，周边种植很多柳树。海光寺的内河和外河向北通向天津老城的护城河，向东南通向贺家口，向南通向水闸并导入海河。海光寺南面建有西平桥，清朝时期津门十景中的“平桥积雪”就是指这座桥。1736年，乾隆南巡途径天津，为海光寺亲笔题写“瀛蠕慈荫”匾额。之后，乾隆又陆续为海光寺题写了大殿额“普门慧镜”、大殿对联“觉岸正光明如水如月，法流大自在非色非空”、御书楼联“春物熏馨含慧业，名禽婉转入闻思”、大士楼联“不生波处心恒定，大寂光天相总融”、后楼额“镜澜普照”和后楼联“欢喜白毫光妙明合印，庄严香水海安隐同参”。1767年，乾隆在海光寺门前进行阅兵，并作有《题海光寺》和《阅武》二诗。清嘉庆年间（1796年至1820年），清仁宗赐海光寺正殿额“慈照圆”，赐正殿联“法相总持通海会，性空无尽发天光”。1770年，乾隆作诗《海光寺》。1788年，乾隆拈香海光寺，又作《海光寺》一诗，当年这几首诗均泐石在海光寺中。

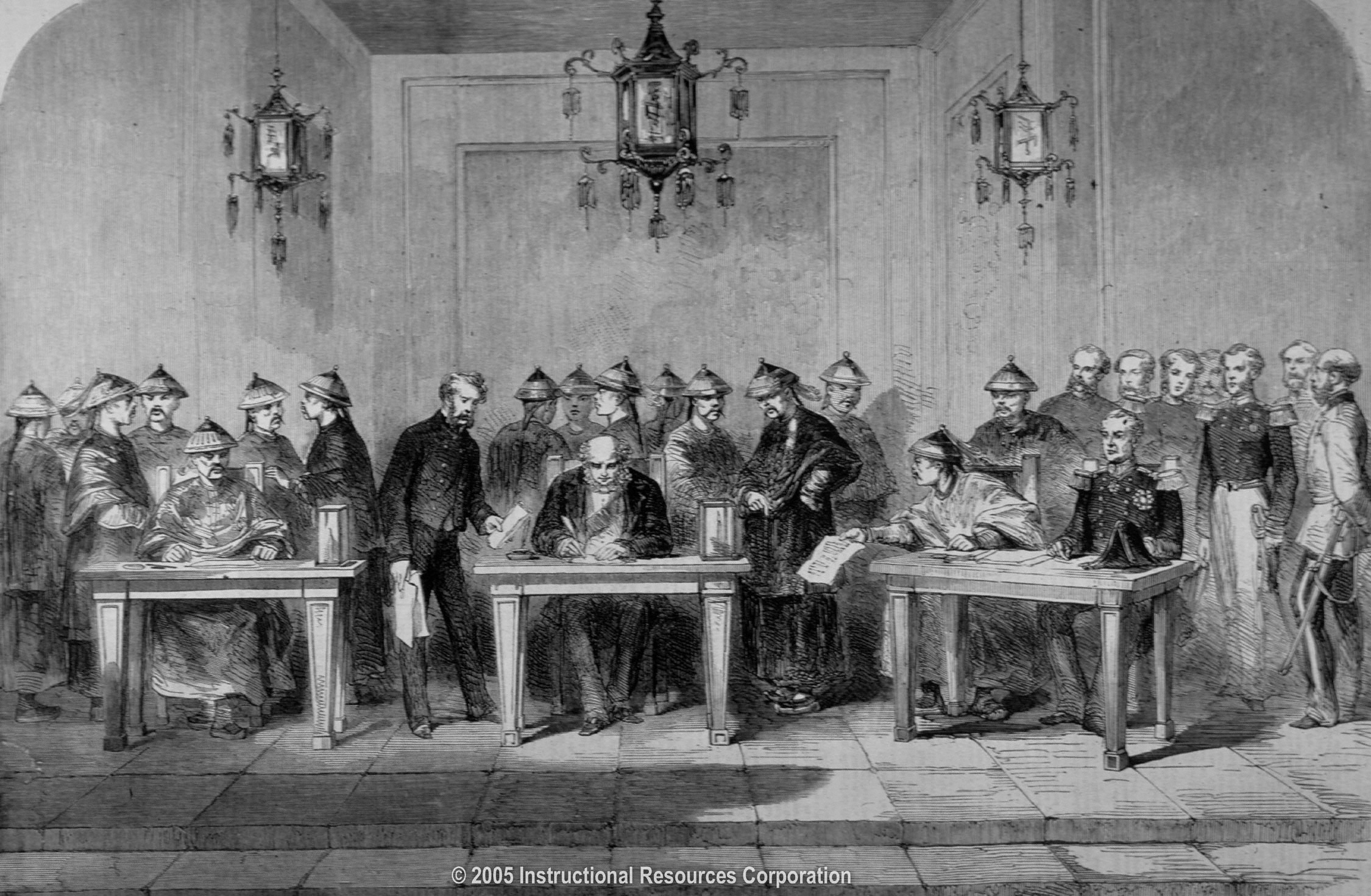
1858年，中英两国在海光寺签订天津条约

### 鸦片战争期间
咸丰八年(1858年5月20日)，英法联军攻陷大沽口炮台后沿海河到达天津东浮桥，盘踞于三岔口一带。清军住扎在海光寺外。清政府派大学士桂良和吏部尚书花沙纳到天津查办。6月5日、6月7日和6月8日，桂良与花沙纳在海光寺后楼分别筵宴英国公使、法、俄公使和美国公使。6月13日和6月18日，中俄《天津条约》和中美《天津条约》在海光寺签订。6月26日，花沙納、伊近利、桂良、英海軍上將西摩爾在海光寺签订《中英天津条约》。咸丰十年(1860年)，英法联军再次攻陷大沽口炮台并占领天津城，英法联军在海光寺设南营，并将天津知府石赞清扣押在海光寺内，是为海光寺首次被外国侵略军占领。咸丰十一年（1861年），英法联军从海光寺撤军。清政府委任直隶总督崇厚在海光寺创办天津机器局，把从国外购置的蒸汽机、化铁炉和车床等设备安装在海光寺佛殿东跨院的厂房里。光绪十二年(1886年5月)，醇亲王奕譞奉慈禧懿旨巡视天津海光寺。因此，海光寺殿内在其来访之前进行了一次粉刷装饰。清光绪二十四年（1898年），日本驻天津领事郑永昌和天津海关道李珉琛及其天津道任之骅签定《天津日本租界条款》和《另立文凭》，将海光寺划入天津日租界内。光绪二十六年(1900年7月9日)，八国联军攻打天津，日军占领海光寺，海光寺庙宇全被毁坏，从此消失。

### 日本兵营时期及后续
海光寺全部毁坏后，主持悟明变卖大量庙产，除用来还债之外还留作私用。后经清政府勘查，海光寺有二百余顷土地，经天津官府绅商共同商定，将剩余庙产的一半作为学堂经费，剩下一半仍归该寺所有作为以后修复的资金。但由于当时海光寺的地界已划归天津日租界，因此，该寺曾准备在西沽重建，后因款项短缺停工，而海光寺的地皮以银一千八百元租赁给日本商人魏鸿宾。1901年，《辛丑条约》签订后，天津日租界的驻军移师海光寺，海光寺遗址成为原天津日本兵营即海光寺兵营。七七事变之后，由于日军决定在北平成立华北方面军司令部，因此日本海光寺兵营的驻屯军司令部取消，但该兵营仍为日军所占据。1945年，抗日战争胜利后，海光寺日本兵营成为华北地区集中日本降军的地方，降军被遣送回国之后，中华民国国军接收海光寺兵营。中华人民共和国成立后，海光寺原址上曾先后建有中国人民解放军259医院、中国医学科学院血液病研究所、中国协和医科大学血液病医院、海光新村高层住宅楼、天津钟表厂、天津制冰厂、制药厂、天津中医医院等建筑。

## 海光寺大钟

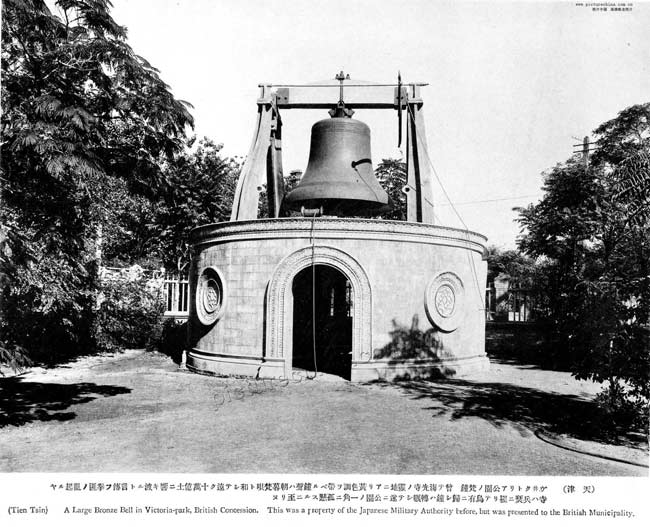
当时安置于维多利亚花园的海光寺大钟

海光寺大钟造于清光绪四年（1878年），由德国克虏伯兵工厂铸造，大钟重1.3万斤。光绪七年(1881年)，德国政府将这座大钟送给清政府作为礼物，李鸿章将此钟安置于海光寺，并让天津机器局的七名技师在大钟上镌刻《金刚经》全文。1900年，日军占领海光寺后将此钟送给天津英租界工部局作为消防警钟安置于维多利亚花园。1921年7月，经天津英租界工部局将该钟送回到海光寺内保存，并立一铜牌用中、英两国文字叙明该钟的历史原委。1923年，南开大学新址落成后，该大钟成为南开大学的校钟。安置于南开大学思源堂西南的钟亭中，并以四根弓形梁柱做支架悬挂于两米高的台基之上，每逢南开大学毕业典礼时便呜钟纪念。1937年7月28日，日军进攻天津，驻扎在海光寺的日军将炮口直接对准南开大学。7月30日，海光寺大钟被日军劫掠，战后，张伯苓校长曾致函中国驻日代表团团长商震将军在日本的掠夺物品集中地搜寻这座大钟，但终究下落不明。1997年7月28日，为纪念南开大学被侵华日军轰炸60周年，南开大学校方重铸了一口重达3000多公斤，高1.937米的校钟。

## 内部链接
- 莲宗寺
- 天津条约